# Granatäpple (äpple)
Denna artikel handlar om en äppelsort. För frukten med samma namn, se granatäpple.
Granatäpple är en lokal äppelsort i Halland vars ursprung inte är helt säkert. Äpplets skal som är fett är av en grönaktig färg. Köttet är löst, saftigt och en aning syrligt. Äpplet mognar i november och håller sig till januari. Äpplet passar både i köket och som ätäpple. I Sverige odlas Granatäpple gynnsammast i zon 1–2. I Skåne kallas sorten ofta Hellerups klarett.